# Canada anglais
Pour les articles homonymes, voir Canada (homonymie).

Environ 98 % des Canadiens peuvent parler l'anglais ou le français, ou les deux :
Anglais – 56.9%
Anglais et français – 16.1%
Français – 21.3%
Zone faiblement peuplée (moins de 0,4 personnes par km²).

Le Canada anglais, aussi appelé Canada anglophone, Canada hors Québec, ou encore ROC (de l'anglais rest of Canada, « reste du Canada »), est, dans un sens géographique, la portion majoritairement anglophone du Canada, c'est-à-dire les neuf provinces canadiennes où la langue anglaise est de facto ou de jure officielle (huit où elle est la seule et une, le Nouveau-Brunswick, où elle l'est à côté du français), ainsi que les territoires canadiens (Yukon, Territoires du Nord-Ouest et Nunavut). On utilise aussi l'expression « hors Québec », par exemple dans « francophones hors Québec ».

## Terminologie
Dans un sens démographique, l'expression de Canadiens anglais est à privilégier. Elle désigne la population de langue anglaise au Canada sans égard au lieu géographique à l'intérieur du pays. On parle ainsi des Canadiens anglais du Québec pour désigner la minorité anglophone québécoise, qui fait partie de la majorité anglophone du Canada.

## Population et langue
Au sens politique du terme, le Canada anglais (c'est-à-dire les neuf provinces majoritairement anglophones du Canada), surnommé le « Reste du Canada » (en anglais « ROC » pour Rest of Canada) par le Canada francophone, compte environ 26 millions d'habitants, soit 75 % de la population du Canada. Les habitants de ces provinces sont d'origine britannique mais également d'origines ethniques multiples, dont beaucoup issus d'une immigration venant par exemple d'Afrique ou d'Asie. Pour ces non-anglophones de naissance installés au Canada anglais, l'anglais sert alors de langue de convergence interculturelle.

## Francophones et minorités linguistiques
Au sein de la population du Canada anglais, il y a environ 950 000 francophones (soit 4 % de la population de l'ensemble formé par les neuf provinces anglophones) qui constituent la première minorité de facto (c'est-à-dire prouvée naturellement) au Canada anglais, suivis de près par la population de langue chinoise (850 000 personnes) qui représente 3,5 % de la population totale au Canada anglais. De nombreuses autres communautés linguistiques viennent ensuite, comme les Ukrainiens, les Allemands, les Italiens, etc.
Le Québec est la seule province où les Canadiens français sont majoritaires et où le français est l'unique langue officielle. D'importantes communautés francophones résident également au Nouveau-Brunswick (territoire d'origine des Acadiens), dans lequel plus de 245 000 personnes parlent français à la maison (31,8 % des habitants de la province), ou l'Ontario, dans lequel plus de 596 000 personnes parlent français à la maison. D'autres minorités francophones sont de surcroît dispersées dans les autres provinces et territoires canadiens. Le Canada comprend également plusieurs autres communautés linguistiques amérindiennes et allophones.
Il y a un pourcentage de francophones plus élevé en Louisiane (États-Unis), estimé à 7 %, qu'au Canada anglais. Comme en Louisiane, les communautés francophones du Canada anglais ont globalement connu, au cours du siècle dernier, des taux d'anglicisation élevés, ce qui pose le problème de la « folklorisation linguistique » et de la perte d'identité (et donc de la langue française), à plus ou moins long terme, pour ces communautés.

## Dans la culture
Une célèbre caricature de John Collins de la Gazette de Montréal, publiée en 1942, illustre la divergence entre le ROC et le Québec anticipant la crise de la conscription de 1944.